# Cult
Cult är en kommun i departementet Haute-Saône i regionen Bourgogne-Franche-Comté i östra Frankrike. Kommunen ligger i kantonen Marnay som tillhör arrondissementet Vesoul. År 2022 hade Cult 229 invånare.

## Befolkningsutveckling
Antalet invånare i kommunen Cult
| Referens: INSEE |